# 宾夕法尼亚农民的来信

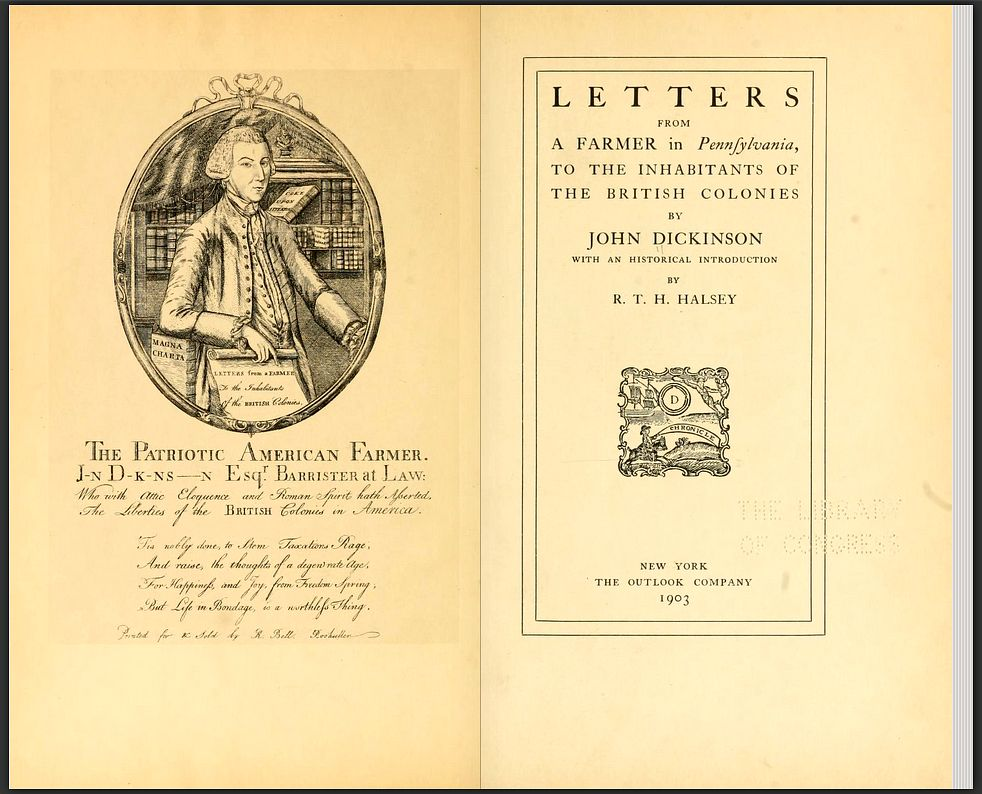
《宾夕法尼亚农民的来信》扉页
约翰·迪金森写给英属北美殖民地居民

宾夕法尼亚农民的来信（英語：Letters from a Farmer in Pennsylvania） 是由宾夕法尼亚的律师和议员约翰·迪金森(1732-1808)在1767到1768年间所撰写，以“一位农民”署名出版的系列文章。这十二封信在北美十三殖民地广为阅读和重印，并且在联合十三殖民地反抗《汤森法案》发挥了重要作用。这十二封信的成功使得迪金森赢得相当的名望。
虽然承认英议会在殖民地涉及整个英帝国事务的权力，但迪金森却认为殖民地在内务方面享有主权。因此，他认为英议会加诸殖民地的税负是为英国扩大财政收入之需，而非管理贸易，因此是不合宪的做法。
于他笔下的系列书信里，迪金森预见了殖民地和英国将来爆发冲突的可能性，但是 他警告说除非“人民被完全地说服（必须要诉诸暴力保护幸福）”否则不要诉诸暴力。
毋庸置疑，如果最终达成一个恶性的决议来消灭被统治者的自由，那英国的历史就经常提供以武力抵抗的例子。在未来怎样特定情形下可证明这种抵抗是正当的，在这种特殊情形发生之前永远无法确定。也许一般而言，在人们完全确信任何进一步的屈从都会破坏他们幸福之前，（武力反抗）是不合法的。
——第三封信
在梅尔·布拉德福德看来，“迪金森的十二封信的方式很适合他们的方式。在形式上，（迪金森的写作）属于英国政治小册子式‘高贵’或‘清醒’的传统——正如《常识》属于'粗糙和即时'但大众化的另一传统 ”
布拉德福德认为，如同《加图来信》源自罗马政治家西塞罗，迪金森的书信写作源自 弥尔顿、斯威夫特、约瑟夫·艾迪生和埃德蒙·伯克的传统。